# Fernando Platas
Fernando Fabricio Platas Álvarez (ur. 16 marca 1973 w mieście Meksyk) – meksykański skoczek do wody. Srebrny medalista olimpijski z Sydney.
Zawody w 2000 były jego trzecimi igrzyskami olimpijskimi, debiutował w 1992. Sięgnął po medal w skokach z trampoliny 3 m. W 2001 zdobył srebrne medale mistrzostw świata w skokach synchronicznych zarówno z wieży jak i trampoliny. Wielokrotnie sięgał po medale igrzysk panamerykańskich w różnych konkurencjach. W 2000 i 2004 był chorążym reprezentacji Meksyku podczas ceremonii otwarcia igrzysk.